# Кимура, Носоми
Носоми Сеихиро Кимура Эредиа (исп. Nozomi Seijiro Kimura Heredia; 23 января 1997, Сантьяго, Чили) — чилийский футболист японского происхождения, защитник клуба «Кобрелоа».

## Клубная карьера
Кимура — воспитанник клуба «Сантьяго Морнинг». 14 декабря 2014 года в матче против «Эвертона» из Винья-дель-Мар он дебютировал в чилийской Примере B. 6 марта 2016 года в поединке против «Депортес Пуэрто-Монт» Носоми забил свой первый гол за «Сантьяго Морнинг».
В начале 2017 года Кимура был арендован клубом «О’Хиггинс». 7 марта в матче против «Универсидад Консепсьон» он дебютировал в чилийской Примере.

## Международная карьера
В 2017 года Кимура в составе молодёжной сборной Чили принял участие в молодёжном чемпионате Южной Америки в Эквадоре. На турнире он сыграл в матче против команды Парагвая.

## Личная жизнь
Прадед Носоми — Сайджиро был первым из его семьи, кто переехал в Чили. В начале он жил в Талькауано, но затем перебрался в Сантьяго, где родились дед Хосе Гильермо и отец Хосе Луис.
В ноябре 2016 года Кимура снялся в веб-сериале, про мультикультурность в Чили.